# Česká společnost pro religionistiku
Česká společnost pro religionistiku (Czech Association for the Study of Religions) je česká vědecká organizace, která se zabývá religionistikou.

## Dějiny organizace
V roce 1990 byla založena Společnost pro studium náboženství (SSN), do jejíhož čela se postavil Jan Heller. Ještě téhož roku byla v Římě přijata za člena International Association for the History of Religions (IAHR). V tomtéž roce se konala první konference, která měla zhodnotit možnosti vědeckého studia náboženství v Československu.
Po rozpadu Československa roku 1993 byla společnost přejmenována na Českou společnost pro studium náboženství (ČSSN). V tomtéž roce nahradil Jana Hellera v čele společnosti Břetislav Horyna, v roce 2008 byl předsedou zvolen David Václavík. V roce 2006 organizace přijala název Česká společnost pro religionistiku a sídlí v prostorách brněnského Ústavu religionistiky.
Společnost vydává dvakrát ročně časopis Religio: Revue pro religionistiku.